# Lee Ji-ah
Kim Sang-eun (tiếng Hàn: 김상은; sinh ngày 6 tháng 8 năm 1978), thường được biết đến với nghệ danh Lee Ji-ah, là một nữ diễn viên người Hàn Quốc. Cô trở nên nổi tiếng với vai diễn trong Thái vương tứ thần ký năm 2007 và tham gia nhiều bộ phim truyền hình như Beethoven Virus (2008), Âm mưu Athena: Nữ thần chiến tranh (2010), Cuộc chiến thượng lưu (2020–21).

## Tiểu sử
Lee Ji-ah sinh vào ngày 6 tháng 8 năm 1978 với tên khai sinh là Kim Sang-eun tại Songpa-gu, Seoul, Hàn Quốc. Ông nội của cô là nhà sư phạm Kim Soon-heung, một trong những người bảo trợ cho việc thành lập Trường Trung học Nghệ thuật Seoul, đồng thời là hiệu trưởng của Đại học Kyonggi. Cha của cô là một doanh nhân. Năm cô 2 tuổi, gia đình cô di cư sang Hoa Kỳ và định cư tại đây trong 10 năm.
Cô theo học chuyên ngành thiết kế thời trang tại ArtCenter College of Design ở Pasadena.
Trong một chuyến thăm ngắn ngủi đến Hàn Quốc vào năm 2004, cô ra mắt trong ngành giải trí sau khi xuất hiện trong một quảng cáo truyền hình của LG Telecom với nam diễn viên Bae Yong-joon.

## Sự nghiệp

### 2007–2013
Năm 2007, Lee Ji-ah bắt đầu sự nghiệp diễn xuất thông qua bộ phim truyền hình giả tưởng Thái vương tứ thần ký với Bae Yong-joon. Quy trình sản xuất với mức chi phí lớn và chất lượng cao nhanh chóng đưa Lee Ji-ah trở nên nổi tiếng.
Sau đó, cô vào vai chính trong Beethoven Virus năm 2008, trong đó Lee Ji-ah vào vai một nghệ sĩ vĩ cầm được chẩn đoán mắc một căn bệnh dẫn đến mất thính giác hoàn toàn.
Năm 2009, cô được chọn tham gia bộ phim truyền hình Tạp chí thời trang, dựa trên cuốn tiểu thuyết cùng tên năm 2008 được lấy cảm hứng từ The Devil Wears Prada. Lee Ji-ah vào vai một trợ lý chăm chỉ cho một biên tập viên tạp chí thời trang theo chủ nghĩa hoàn hảo do Kim Hye-soo thủ vai.
Cuối năm 2009, cô tham gia bộ phim Telecinema, trong đó có 7 phần. Bộ phim quy tụ nhiều ngôi sao, đạo diễn Hàn Quốc và biên kịch Nhật Bản. Mỗi phần của Telecinema đều được phát hành tại các rạp chiếu phim, đồng thời được phát sóng trên kênh truyền hình SBS.
Lee Ji-ah sau đó đóng chung với Jung Woo-sung, Cha Seung-won và Soo Ae trong bộ phim truyền hình điệp viên Âm mưu Athena: Nữ thần chiến tranh năm 2010, đây là phần ngoại truyện của bộ phim Mật danh Iris năm 2009.
Năm 2011, cô vào vai chính trong bộ phim truyền hình Tình cuồng si với vai một cảnh sát xấu tính đem lòng yêu một triệu phú trẻ giả làm nhân viên giữ xe.
Sau khi hợp đồng 5 năm của Lee Ji-ah với KeyEast Entertainment của Bae Yong-joon kết thúc vào ngày 31 tháng 12 năm 2011, cô ký hợp đồng với Will Entertainment vào tháng 3 năm 2012. Năm 2013, cô đảm nhận vai chính trong bộ phim Ba đời chồng.

### 2014–nay
Tháng 4 năm 2014, Lee Ji-ah ký hợp đồng với HB Entertainment.
Tiếp theo là hợp đồng với Maybach Film Productions của Hollywood với tư cách là nhà biên kịch.
Năm 2015, Lee Ji-ah vào vai chính trong bộ phim giả tưởng Snow Lotus Flower dài 2 tập.
Năm 2016, Lee Ji-ah trở lại màn ảnh rộng trong bộ phim hành động kinh dị Musudan.
|}

### Phim truyền hình
| Năm     | Tên                                | Vai                   | Kênh |
| ------- | ---------------------------------- | --------------------- | ---- |
| 2007    | Thái vương tứ thần ký              | Sujini / Saeoh        | MBC  |
| 2008    | Beethoven Virus                    | Du Ru-mi              | MBC  |
| 2009    | Tạp chí thời trang                 | Lee Seo-jung          | SBS  |
| 2010    | Âm mưu Athena: Nữ thần chiến tranh | Han Jae-hee           | SBS  |
| 2011    | Tình cuồng si                      | Cha Bong-sun          | MBC  |
| 2013    | Ba đời chồng                       | Oh Eun-soo            | SBS  |
| 2015    | Drama Special: Snow Lotus Flower   | Han Yeon-woo          | SBS  |
| 2018    | Ông chú của tôi                    | Kang Yoon-hee         | tvN  |
| 2018    | Thám tử ma                         | Sun Woo-hye           | KBS2 |
| 2020–21 | Cuộc chiến thượng lưu              | Shim Su-ryeon         | SBS  |
| 2023    | Pandora: Thiên đường giả tạo       | Hong Tae Ra/ Oh Young | tvN  |
|         |                                    |                       |      |

### Chương trình truyền hình
| Năm  | Tên              | Kênh | Vai                | Ghi chú    | Nguồn |
| ---- | ---------------- | ---- | ------------------ | ---------- | ----- |
| 2021 | The Sea I Desire | JTBC | Thành viên cố định | Bếp trưởng | [ 4 ] |

### Video âm nhạc
| Năm  | Tên                    | Nghệ sĩ |
| ---- | ---------------------- | ------- |
| 2010 | Please Come Back to Me | Vibe    |

## Danh sách đĩa nhạc
| Tên                                                            | Năm     | Album                        |
| Đĩa đơn                                                        | Đĩa đơn | Đĩa đơn                      |
| -------------------------------------------------------------- | ------- | ---------------------------- |
| "Love Virus"                                                   | 2008    | Đĩa đơn không có trong album |
| "Cupcake and Alien"                                            | 2009    | Đĩa đơn không có trong album |
| "Vampire Romance"                                              | 2010    | Đĩa đơn không có trong album |
| Góp giọng                                                      |         |                              |
| "So Much" (Super Sta hợp tác với Baby Boy's Soul và Lee Ji-ah) | 2008    | Đĩa đơn không có trong album |

## Giải thưởng và đề cử
| Năm  | Giải thưởng                     | Hạng mục                                                               | Đề cử                              | Kết quả   | Nguồn |
| ---- | ------------------------------- | ---------------------------------------------------------------------- | ---------------------------------- | --------- | ----- |
| 2007 | MBC Drama Awards                | Nữ diễn viên mới xuất sắc nhất                                         | Thái vương tứ thần ký              | Đoạt giải |       |
| 2007 | MBC Drama Awards                | Nữ diễn viên nổi tiếng nhất                                            | Thái vương tứ thần ký              | Đoạt giải |       |
| 2007 | MBC Drama Awards                | Cặp đôi xuất sắc nhất (với Bae Yong-joon)                              | Thái vương tứ thần ký              | Đoạt giải |       |
| 2008 | Baeksang Arts Awards lần thứ 44 | Nữ diễn viên mới xuất sắc nhất thể loại phim truyền hình               | Thái vương tứ thần ký              | Đoạt giải |       |
| 2008 | MBC Drama Awards                | Nữ diễn viên xuất sắc nhất                                             | Beethoven Virus                    | Đề cử     |       |
| 2009 | SBS Drama Awards                | Nữ diễn viên xuất sắc nhất thể loại phim truyền hình đặc biệt          | Tạp chí thời trang                 | Đề cử     |       |
| 2011 | SBS Drama Awards                | Nữ diễn viên xuất sắc nhất thể loại phim truyền hình kế hoạch đặc biệt | Âm mưu Athena: Nữ thần chiến tranh | Đề cử     |       |
| 2014 | Korea Drama Awards lần thứ 7    | Nữ diễn viên xuất sắc nhất                                             | Ba đời chồng                       | Đề cử     |       |
| 2014 | APAN Star Awards lần thứ 3      | Nữ diễn viên xuất sắc nhất thể loại phim truyền hình dài tập           | Ba đời chồng                       | Đề cử     |       |
| 2014 | SBS Drama Awards                | Nữ diễn viên xuất sắc nhất thể loại phim truyền hình dài tập           | Ba đời chồng                       | Đề cử     |       |
| 2020 | SBS Drama Awards                | Nữ diễn viên xuất sắc nhất thể loại phim truyền hình nhiều tập         | Cuộc chiến thượng lưu              | Đoạt giải |       |